# Scipion Louis Gay
Scipion Louis Gay, né le 5 novembre 1787 à Lutry (originaire du même lieu) et mort le 22 février 1862 à Lausanne, est une personnalité politique du canton de Vaud. 
Il est chancelier d'État vaudois de 1830 à 1845.

## Biographie
Scipion Louis Gay naît le 5 novembre 1787 à Lutry, dans le district vaudois de Lavaux. Il en est également originaire. Son père, Antoine Jean Daniel Gay, est un conseiller[pas clair] ; sa mère est née Rose Chavan. 
Scipion Louis Gay exerce d'abord le métier de notaire pour le district de Lavaux jusqu'en 1830, puis pour celui de Lausanne jusqu'en 1861. Il est également vice-président de la justice de paix de Lausanne à partir de 1859.
Musicien amateur, il crée une fondation à son nom en 1840.
Il est marié à Louise Dapples et de confession protestante.

## Parcours politique
Il occupe le poste de secrétaire du Conseil d'État à partir de 1818, puis de celui du Département de l'intérieur à partir de 1823. 
Il est nommé chancelier en 1830 (prise de fonctions le 7 juin 1830) et siège en parallèle au Grand Conseil à partir de 1834. Il s'oppose à Henri Druey, qui le considère comme étant à la botte du conseiller d'État Emmanuel de La Harpe.
Il démissionne en 1845 à la suite de la révolution radicale.